# Lanfia Camara
Lanfia Camara (* 3. Oktober 1986 in Conakry) ist ein belgisch-guineischer Fußballspieler.

## Vereinskarriere
Camara kam mit achtzehn Jahren aus Guinea nach Belgien und begann seine Karriere bei FC Ganshoren, vor den Toren von Brüssel. Im Februar 2009 unterschrieb der defensive Mittelfeldspieler des FC Ganshoren, ein Vertrag für Tempo Overijse und wechselte im Sommer 2009 in die Provinciale 1. Nachdem er in der Saison 2009/2010 sich zum Leistungsträger bei Tempo Overijse entwickelte, bekam er ein Angebot vom Derde klasse team Royal White Star Brüssel und unterschrieb einen 3-Jahres-Vertrag. Nach weiteren Stationen in Belgien kehrte er 2017 zu seinem ersten dortigen Verein zurück.

## Nationalmannschaft
Am 30. Dezember 2011 wurde Camara erstmals für Guinea berufen und steht im Kader für die Fußball-Afrikameisterschaft 2012 in Äquatorialguinea und Gabun.